# Neolophonotus membraneus
Neolophonotus membraneus là một loài ruồi trong họ Asilidae. Neolophonotus membraneus được Londt miêu tả năm 1988. Loài này phân bố ở vùng nhiệt đới châu Phi.